# Révolte de la garnison de Doubno
 (février 2022).
La révolte de la garnison de Doubno est une insurrection armée bolchevique de la garnison de la ville de Doubno les 3 et 4 octobre (20-21 septembre) 1917 durant la guerre soviéto-ukrainienne. Située dans la région de Volhynie, la ville se trouvait à l'épicentre du théâtre d'Europe de l'Est de la Première Guerre mondiale et très proche des lignes de front.
La raison de la révolte était l'humeur anti-guerre[pas clair], tandis que la cause directe était les procès des manifestants qui ont participé à la fraternisation et aux troubles des soldats anti-guerre. À Doubno, 11 officiers et environ 500 soldats faisaient l'objet d'une enquête. Les personnes arrêtées ont été menacées de sanctions sévères.
La révolte a commencé par des prisonniers immédiatement à l'intérieur de la salle d'audience militaire. Les insurgés ont été soutenus par le 3e bataillon ferroviaire et le 404e régiment Kamychine et ont rapidement capturé la ville. Bien que le soulèvement ait été vaincu, il a activé un mouvement paysan près de Brody et Doubno.